# Daniel Grao
Daniel Grao, född 17 februari 1976 i Barcelona, är en spansk skådespelare.
Grao har bland annat medverkat i filmerna Julieta och Palmer i snön. Han har även medverkat i TV-serien Järnhanden.

## Filmografi (i urval)
- 2015 – Palmer i snön
- 2016 – Julieta
- 2024 – Järnhanden (TV-serie)